# Магомедов, Магомед-Нур Гаджиевич
Магомедов Магомед-Нур (Манур) Гаджиевич (род. 25 декабря 1952) — композитор, певец, автор текстов, профессор Института культуры и искусств Дагестанского государственного педагогического университета. Заслуженный артист Российской Федерации (2005).

## Биография
Аварец по национальности. Родился 25 декабря 1952 г. Рост 176 см.
Владеет музыкальными инструментами: гитара. Другие способности: фехтование, бокс. Владеет иностранными языками: английский, итальянский.

## Профессиональная деятельность

Воронежский театр оперы и балета, 1984 г.

Магомедов Магомед-Hyp Гаджиевич начал свою трудовую деятельность в 1974 г. в качестве актёра Аварского музыкально-драматического театра.
Работал с режиссёрами: Хайбула. Абдулгапуровым, Султаном. Теуважевым и др.
Продолжил работу в качестве солиста-вокалиста Дагестанской государственной филармонии.
Вокальное образование певец получил в Астраханской государственной консерватории и Воронежском государственном институте искусств. Работал в Воронежском театре оперы и балета, Дагестанском государственном театре оперы и балета, Музыкальном театре Кабардино-Балкарии, Аварском музыкально-драматическом театре, Кабардино-Балкарской государственной филармонии.
Параллельно с исполнительской занимался преподавательской деятельностью в Северо-Кавказском институте искусств и училище искусств города Нальчика.
Солист Дагестанской государственной филармонии, ведёт преподавание вокала в Дагестанском государственном педагогическом университете. Его ученики неоднократно становились лауреатами и дипломантами всероссийских и международных конкурсов. Среди его учеников — заслуженные и народные артисты РД, КБР и РФ.
Как оперный певец исполнил ведущие оперные партии, а в двух дагестанских национальных операх — «Хочбар» и «Иырчи Казак». Ведёт концертную деятельность по пропаганде классической и народной музыки.
Он выступал с гастролями в республиках Адыгея, Кабардино-Балкария, Северная Осетия и др., и не только с классическими произведениями, но и с произведениями собственного сочинения на стихи русских и дагестанских поэтов.
Магомедов М. Г. является художественным руководителем популярного фольклорного ансамбля «Годекан», созданного в 1990 году.
В 2003 году им выпущены сборники вокальных произведений на стихи русских поэтов XIX века, на стихи дагестанских поэтов, на стихи Расула Гамзатова, посвящённые юбилею автора.

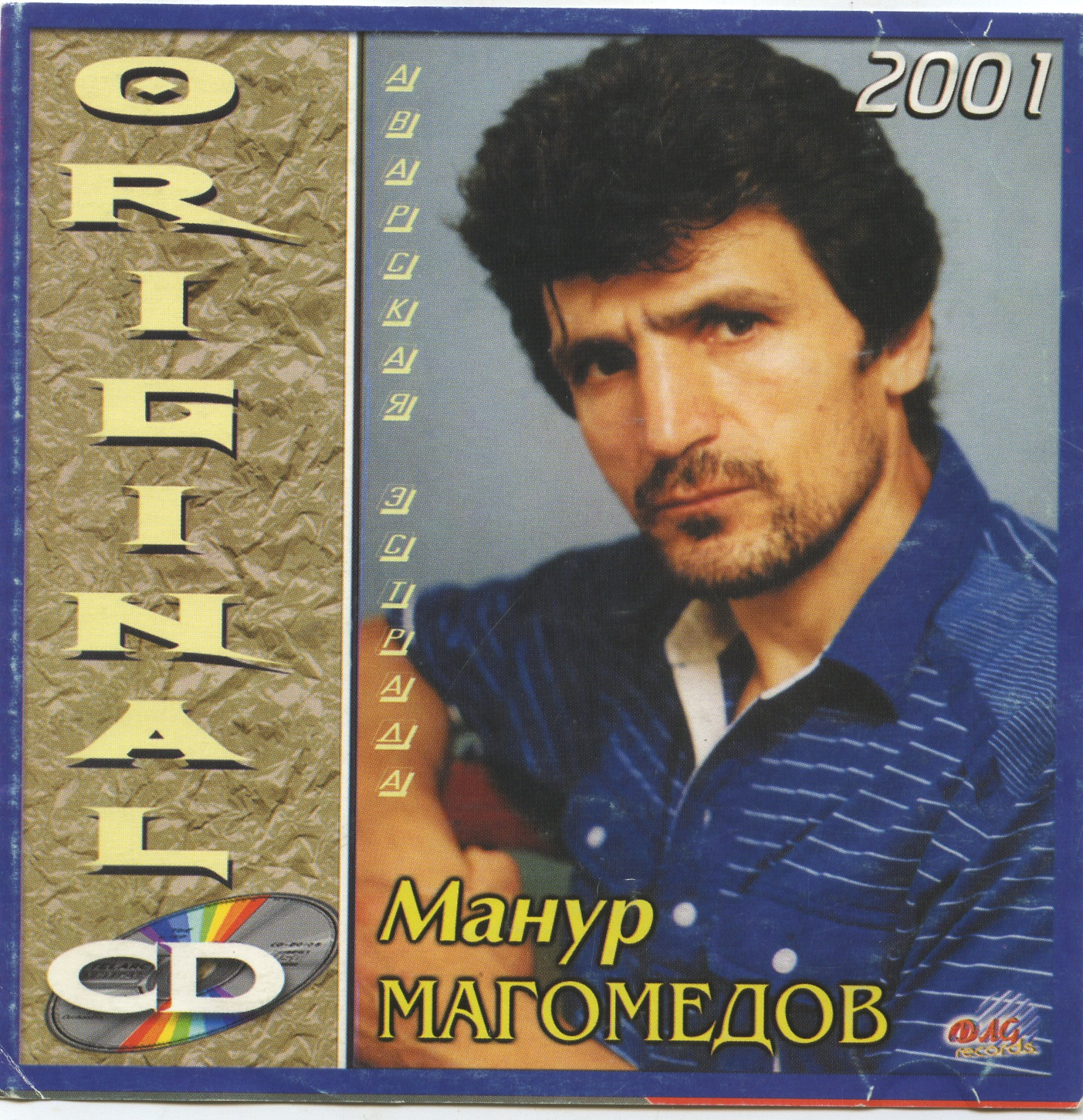
2001 г. — альбом песен на стихи российских и северо-кавказских поэтов

## Награды
1. За активное участие в мероприятиях Северо-Кавказских республик награждён дипломом Президиума Кабардино-Балкарского Фонда культуры.
2. В 2000 году Магомедову М. Г. присвоено звание «Заслуженный артист Республики Дагестан».
3. В 2002 году Мировой Ассамблеей общественного признания награждён Дипломом и Золотой медалью.
4. В 2003 году стал лауреатом Артиады народов России «Человек мира».
5. В 2005 году присвоено Почётное звание «Заслуженный артист Российской Федерации».
6. В 2010 году Лауреат международного конкурса композиторов «Золотая медаль» за цикл песен «Мой Дагестан».
7. В 2015 году присвоено учёное звание «Профессор по специальности музыкальное искусство».

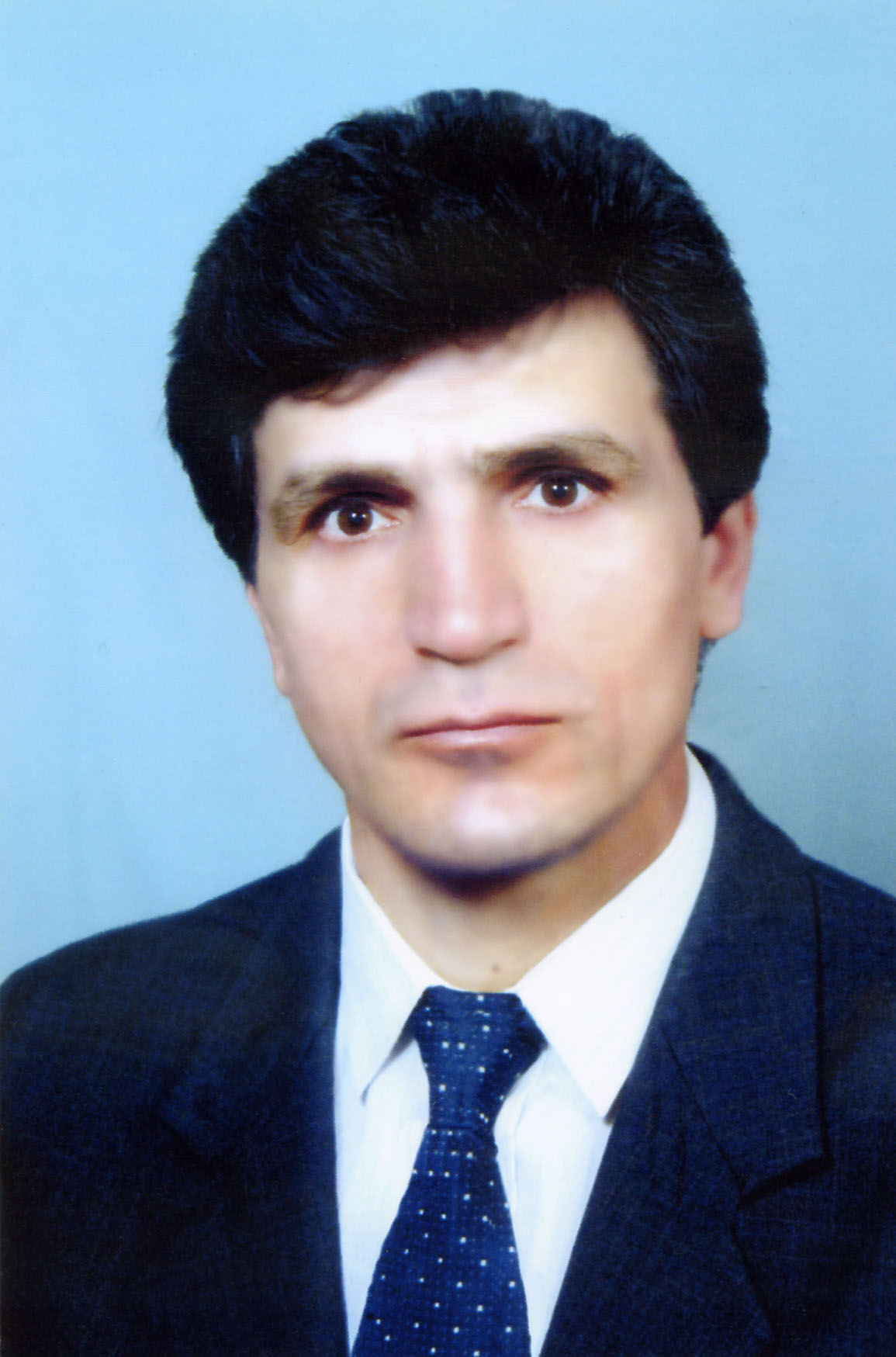
Фото из личного архива 2005 г.

## Педагогическая деятельность в Дагестанском государственном педагогическом университете
- В 2009 году было присвоено учёное звание доцент кафедры вокала.
- В 2010 году прошёл конкурсный отбор на должность профессора кафедры хорового дирижирования и вокала.
- В 2014 году прошёл конкурсный отбор на должность профессора кафедры музыкальных инструментов и сольного пения.
- В июне 2015 года было утверждено учёное звание профессора по специальности «Музыкальное искусство»
- В настоящее время ведёт свою педагогическую работу в стенах ДГПУ.

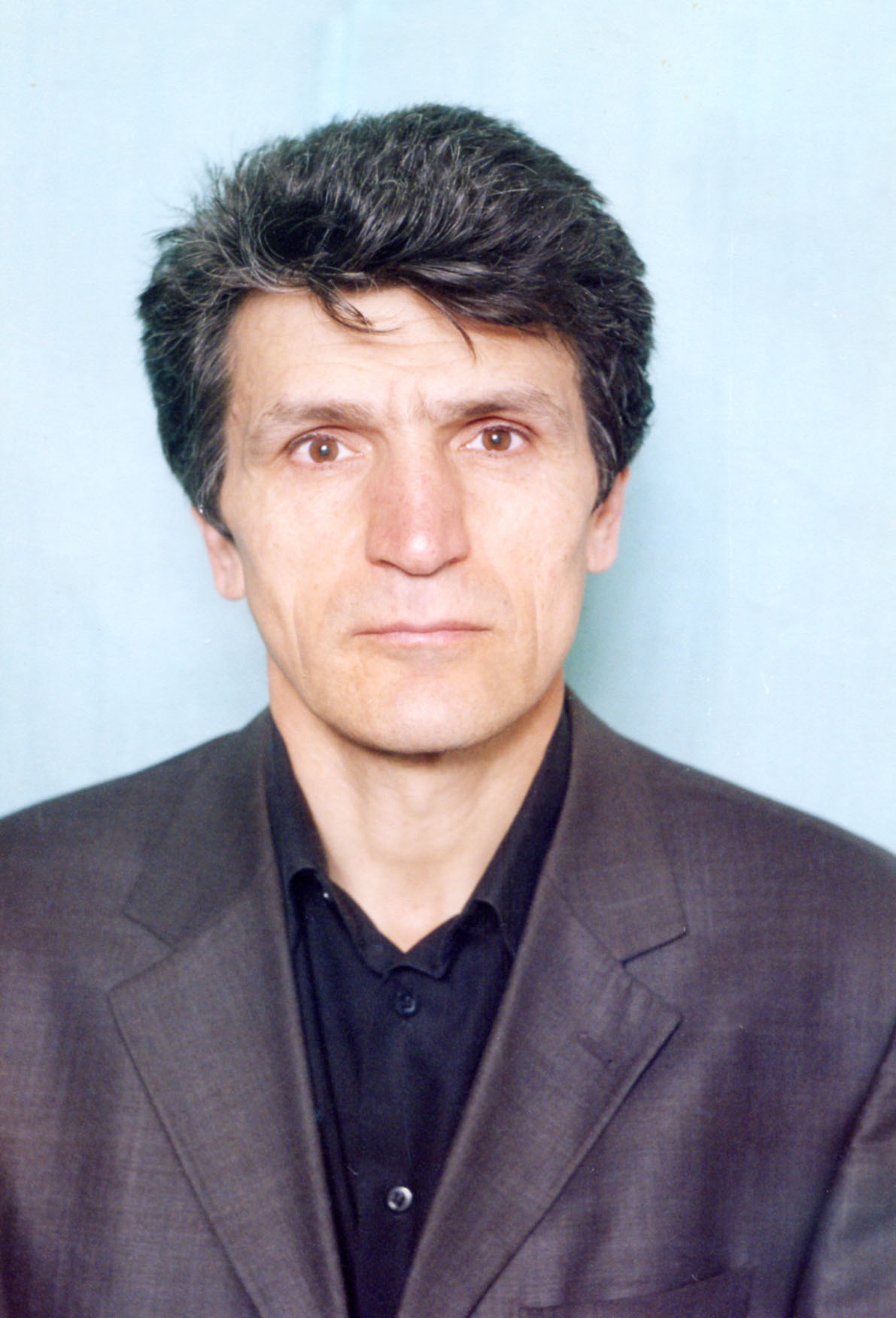
Фото из личного архива 2017 г.

## Основные научные труды
Им подготовлены и изданы более трёх десяток научных трудов и ряд учебно-методических пособий по вокалу для студентов факультета музыки.
- «История вокального искусства» — Махачкала, 2009.
- «Класс сольного пения» — Махачкала, 2009.
- «Вокально-иллюстраторская подготовка и актёрское мастерство» — Махачкала, 2010.
- « Специальность (Вокал)» — Махачкала, 2010.
- «Журавли над Россией» — Махачкала, 2011.
- «Хрестоматия для пения для студентов высшего и среднего музыкального образования» — Махачкала, 2011.
- «Методика преподавания вокала» — Махачкала, 2012.
- «Педагогические условия формирования техники речи учителя» — Махачкала, 2017.
- «Сборник вокальных произведений на слова русских и дагестанских поэтов» — Махачкала, 2018

## Ссылки

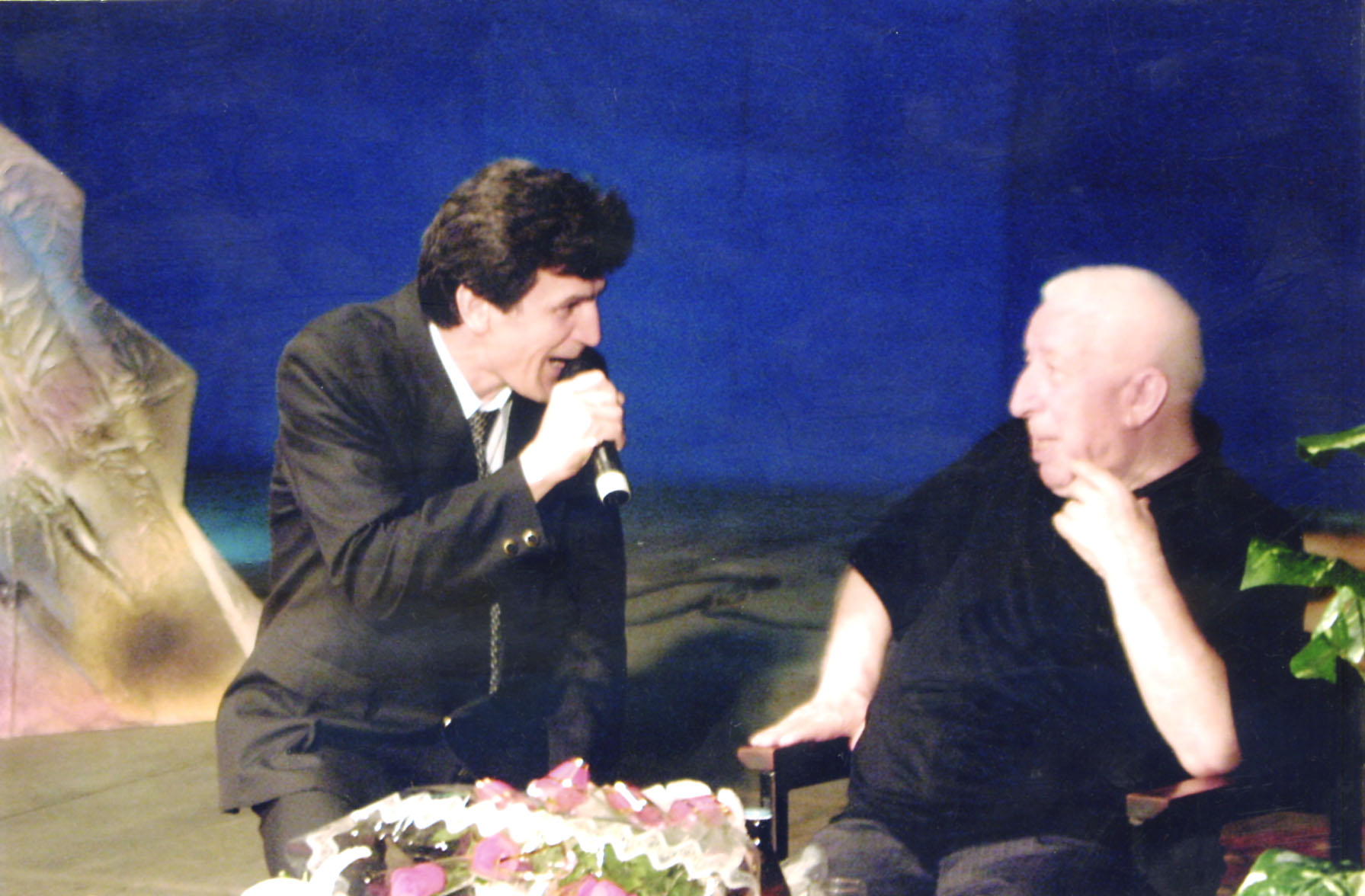
11 сентября 2001 г. — Вечер, посвящённый творчеству Расула Гамзатова